# 1841 en santé et médecine
| Années de la santé et de la médecine : 1838 - 1839 - 1840 - 1841 - 1842 - 1843 - 1844    |
| Décennies de la santé et de la médecine : 1810 - 1820 - 1830 - 1840 - 1850 - 1860 - 1870 |

Cet article présente les faits marquants de l'année 1841 en santé et médecine.

## Événements

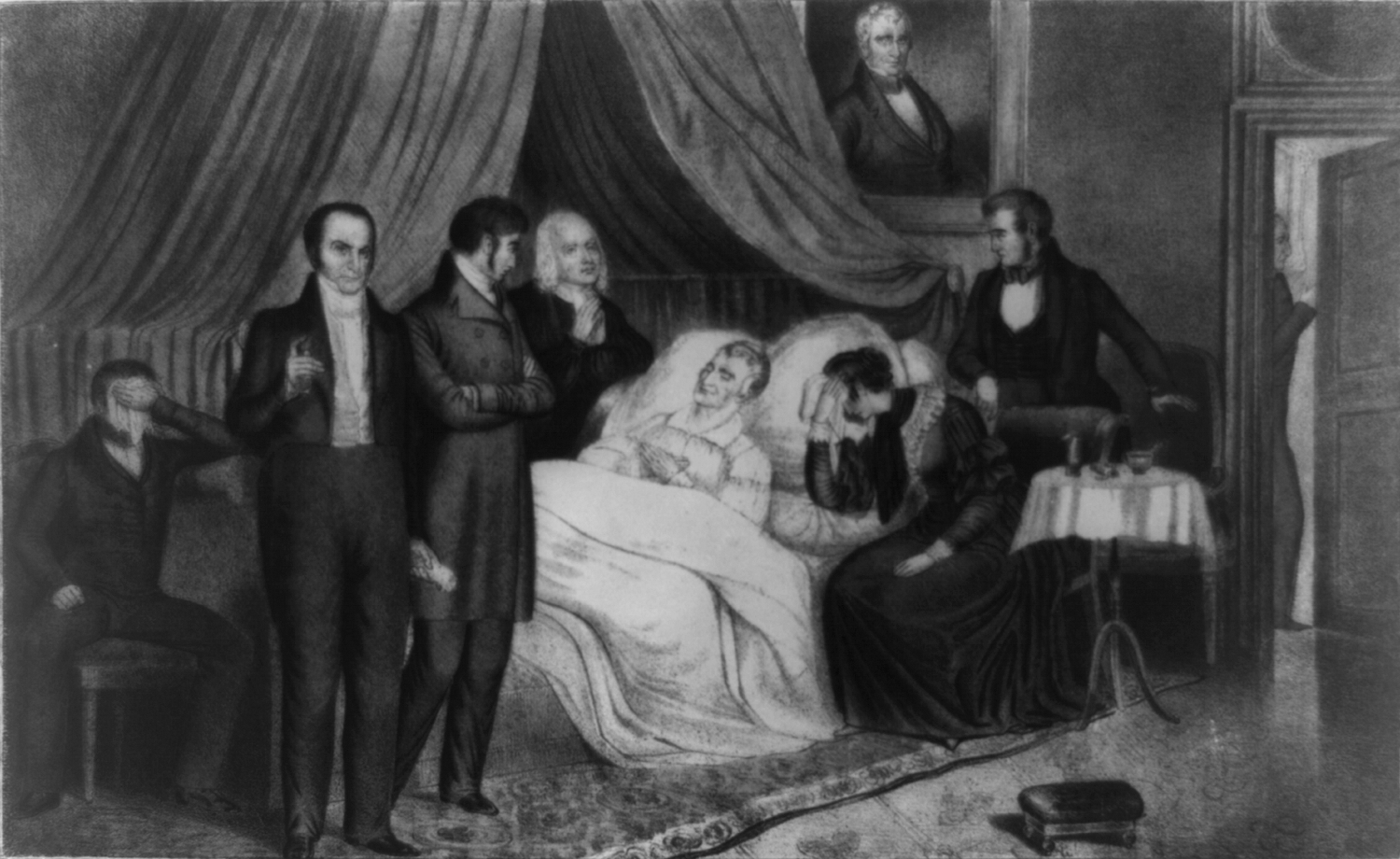
Harrison
sur son lit de mort
le 4 avril 1841

- 4 avril : le président des États-Unis William Henry Harrison meurt des complications d'une pneumonie trente-deux jours seulement après son investiture[1].
- Ouverture de l'hôpital de Lapinlahti, premier hôpital psychiatrique de Finlande, construit dans le quartier de Lapinlahti à Helsinki en bord de mer et à proximité du cimetière d'Hietaniemi[2],[3].
- Ouverture de l'hôpital psychiatrique de Toronto. « D'abord situé dans une prison abandonnée, [il] est d'abord déménagé dans une aile des édifices du Parlement, puis finalement au 999, rue Queen[4] ».

## Naissances
- 18 janvier : Albert Freeman Africanus King (mort en 1914), professeur d'obstétrique américain, d'origine britannique.
- 7 mai : Gustave Le Bon (mort en 1931), médecin, anthropologue, psychologue social et sociologue français.
- 29 juillet : Gerhard Armauer Hansen (mort en 1912), médecin bactériologiste et dermatologue norvégien, resté célèbre pour sa découverte en 1873 du bacille de Hansen (Mycobacterium leprae), la bactérie responsable de la lèpre.
- 28 septembre : Georges Clemenceau (mort en 1929), médecin et homme d'État français.

## Décès
- 12 février : Astley Paston Cooper (né en 1768), chirurgien anglais[5].
- 23 mai : Franz Xaver von Baader (né en 1765), médecin, philosophe et théologien mystique allemand.
- 1er juin : Nicolas Appert (né en 1749), inventeur, en 1795, d'un procédé de conservation des denrées périssables par la stérilisation par la chaleur, auquel on a donné son nom et qui marque une étape essentielle dans l'histoire de l'hygiène alimentaire et en particulier dans la lutte contre le scorbut des marins[6].
- 6 juillet : Fortuné Eydoux (né en 1802), chirurgien de la Marine française[7].
- 1er décembre : George Birkbeck (né en 1776), médecin britannique[8].